# Обернајзен
Обернајзен (њем. Oberneisen) општина је у њемачкој савезној држави Рајна-Палатинат. Једно је од 137 општинских средишта округа Рајн-Лан. Према процјени из 2010. у општини је живјело 778 становника. Посједује регионалну шифру (AGS) 7141102.

## Географски и демографски подаци
Обернајзен се налази у савезној држави Рајна-Палатинат у округу Рајн-Лан. Општина се налази на надморској висини од 135 метара. Површина општине износи 4,5 km². У самом мјесту је, према процјени из 2010. године, живјело 778 становника. Просјечна густина становништва износи 171 становника/km².